# Tianjin Arena
Tianjin arena é uma arena esportiva coberta localizada em Tianjin, China. A capacidade da arena é de 10.000 espectadores. A arena é usada para hospedar eventos esportivos internos, tais como basquete e vôlei. 
O estádio recebeu o Campeonato Mundial de Ginástica Artística de 1999.